# September All Over
September All Over – trzeci singiel szwedzkiej piosenkarki September z albumu September. Singel wydany został w 2004 roku. Piosenka dotarła do ósmego miejsca na szwedzkiej liście przebojów i notowana była przez dziesięć tygodni.